# Qポッホハマー記号
数学において、qポッホハマー記号(英: q-Pochhammer symbol)はq-類似の数式に頻出する乗積を略記する記号である。
{\displaystyle {\begin{aligned}&(a;q)_{\infty }:=\prod _{k=0}^{\infty }(1-aq^{k})\\&(a;q)_{n}:={\frac {(a;q)_{\infty }}{(aq^{n};q)_{\infty }}}\\\end{aligned}}}
{\displaystyle |q|<1}の仮定が普通であり、実用上、{\displaystyle n}は整数であることが多い。{\displaystyle n}が整数である場合は
{\displaystyle (a;q)_{n}={\begin{cases}\displaystyle \prod _{k=0}^{n-1}(1-aq^{k})&n>0\\1&n=0\\\displaystyle \prod _{k=n}^{-1}{\frac {1}{(1-aq^{k})}}&n<0\\\end{cases}}}
となる。{\displaystyle m,n}が整数であり、{\displaystyle a=q^{-m}}であるとき、{\displaystyle 0{\leq }m<n}であれば{\displaystyle (q^{-m};q)_{n}=0}であり、{\displaystyle n{\leq }m<0}であれば{\displaystyle (q^{-m};q)_{n}}である。

## 更なる略記
基底 (base) が文字{\displaystyle q}である場合は省略することがある。
{\displaystyle {\begin{aligned}&(a)_{n}=(a;q)_{n}\\&(q)_{n}=(q;q)_{n}\\\end{aligned}}}
複数のqポッホハマー記号が並ぶときは合成することがある。
{\displaystyle {\begin{aligned}&(a,b,c)_{n}=(a,b,c;q)_{n}:=(a;q)_{n}(b;q)_{n}(c;q)_{n}\\\end{aligned}}}

## 変換式
以下の変換式が成立する。
{\displaystyle {\begin{aligned}(aq^{-n+1};q)_{n}&=\prod _{k=0}^{n-1}(1-aq^{-n+1+k})\\&=(-a)^{n}q^{-n(n-1)/2}\prod _{k=0}^{n-1}\left(1-{\frac {q^{n-1-k}}{a}}\right)\\&=(-a)^{n}q^{-n(n-1)/2}\prod _{k=0}^{n-1}\left(1-{\frac {q^{k}}{a}}\right)\qquad (n-1-k{\mapsto }n)\\&=(-a)^{n}q^{-n(n-1)/2}\left({\dfrac {1}{a}};q\right)_{n}\end{aligned}}}

## qブラケット
qブラケット (英: q-bracket) は整数、実数、複素数などのq-類似を表す記号である。
{\displaystyle [n]=[n]_{q}:={\frac {1-q^{n}}{1-q}}=\sum _{k=0}^{n-1}q^{k}.}

## q階乗
q階乗 (英: q-factorial) は階乗のq-類似である。（分母は普通の冪乗であることを為念）
{\displaystyle [n]_{q}!:=\prod _{k=1}^{n}[k]_{q}={\frac {(q;q)_{n}}{(1-q)^{n}}}.}

## q二項係数
q二項係数 (英: q-binomial coefficient) は二項係数のq-類似である。
{\displaystyle {\begin{bmatrix}n\\k\end{bmatrix}}_{q}:={\frac {[n]_{q}!}{[n-k]_{q}![k]_{q}!}}={\frac {(q;q)_{n}}{(q;q)_{n-k}(q;q)_{k}}}.}